# La rondine
La rondine (A andorinha) é uma ópera cómica em três atos de Giacomo Puccini com libretto de Giuseppe Adami, com base num libreto de Alfred Maria Willner e Heinz Reichert. A estreia, foi realizada no Grand Théâtre de Monte Carlo (ou o Théâtre du Casino) em Monte Carlo em 27 de março de 1917.
| Papel                                                            | Voz             | Estreia, 27 de março de 1917 (Maestro: Gino Marinuzzi) |
| ---------------------------------------------------------------- | --------------- | ------------------------------------------------------ |
| Magda de Civry                                                   | soprano         | Gilda Dalla Rizza                                      |
| Lisette, sua criada                                              | soprano         | Ines Maria Ferraris                                    |
| Ruggero Lastouc                                                  | tenor           | Tito Schipa                                            |
| Prunier, um poeta                                                | tenor           | Francesco Dominici                                     |
| Rambaldo Fernandez, protetor de Magda                            | barítono        | Gustave Huberdeau                                      |
| Périchaud                                                        | barítono/ baixo | Libert                                                 |
| Gobin                                                            | tenor           | Charles Delmas                                         |
| Crébillon                                                        | baixo/barítono  | Stéphane                                               |
| Rabonnier                                                        | baritone        |                                                        |
| Yvette                                                           | soprano         | Suzy Laugée                                            |
| Bianca                                                           | soprano         | Andrée Moreau                                          |
| Suzy                                                             | mezzo-soprano   | Charlotte Mattei                                       |
| Um criado                                                        | baixo           | Delestan                                               |
| Uma voz                                                          | soprano         |                                                        |
| Membros da burguesia, estudantes, pintores, Senhoras e Senhores. |                 |                                                        |

## Gravações Selecionadas
| Ano  | Papel (Ruggero, Magda, Rambaldo, Lisette, Prunier)                                     | Maestro, Sala de Ópera, e Orquestra                                  |                                     |
| ---- | -------------------------------------------------------------------------------------- | -------------------------------------------------------------------- | ----------------------------------- |
| 1966 | Daniele Barioni, Anna Moffo, Mario Sereni, Graziella Sciutti, Piero De Palma           | Francesco Molinari-Pradelli, RCA Italiana Opera orchestra and chorus | Audio CD:RCA Victor Cat: GD60459(2) |
| 1981 | Plácido Domingo, Kiri Te Kanawa, Leo Nucci, Mariana Niculescu, David Rendall           | Lorin Maazel, London Symphony Orchestra Ambrosian Chorus             | Audio CD:CBS Cat: M2K-37852         |
| 1997 | Roberto Alagna, Angela Gheorghiu, Alberto Rinaldi, Inva Mula-Tchako, William Matteuzzi | Antonio Pappano, London Symphony Orchestra London Voices             | Audio CD:EMI Classics Cat: 56338    |